# Messier 30
Messier 30 (také M30 nebo NGC 7099) je kulová hvězdokupa v souhvězdí Kozoroha. Objevil ji Charles Messier 3. srpna 1764. Hvězdokupa je od Země vzdálená okolo 26 400 světelných let
a přibližuje se k ní rychlostí 184 km/s.

## Pozorování

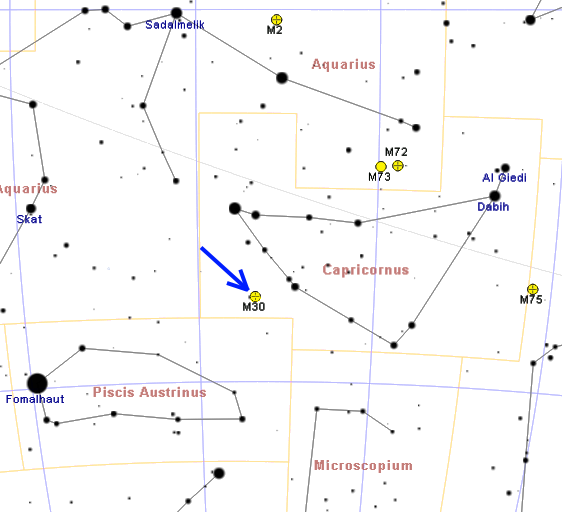
Poloha M 30 v souhvězdí Kozoroha.

M30 leží v jihovýchodní části souhvězdí přibližně 3° východně od hvězdy čtvrté magnitudy ζ Capricorni. Za příznivých atmosférických podmínek je možné ji snadno vyhledat i triedrem 10x50, ale vypadá pouze jako kulatý mlhavý objekt, protože triedr nedokáže rozlišit její hvězdy. Dalekohled o průměru 114 mm umožní při větším zvětšení rozeznat několik hvězd a přístroj o průměru 200 mm dokonce několik desítek hvězd.
M30 je možno jednoduše pozorovat z většiny obydlených oblastí Země, protože má dostatečně nízkou jižní deklinaci. Přesto není pozorovatelná v severní Evropě a Kanadě, tedy blízko polárního kruhu a ve střední Evropě zůstává poměrně nízko nad obzorem. Na jižní polokouli je hvězdokupa dobře viditelná vysoko na obloze během jižních zimních nocí a v jižní části tropického pásu je možno ji vidět přímo v zenitu. Nejvhodnější období pro její pozorování na večerní obloze je od července do listopadu.

## Historie pozorování
Hvězdokupu M30 objevil Charles Messier 3. srpna 1764 a popsal ji takto: "Mlhovina objevená blízko hvězdy 41 Kozoroha. V dalekohledu s ohniskovou délkou 3,5 stopy je viditelná pouze obtížně. Je kulatá a neobsahuje hvězdy." Jednotlivé hvězdy v ní poprvé rozeznal William Herschel v roce 1783 a zařadil ji tak mezi kulové hvězdokupy. Admirál Smyth ji popsal jako slabý bledý bílý objekt elipsovitého vzhledu s řetězem hvězd na severní straně.

## Vlastnosti
Tato hustá hvězdokupa je od Země vzdálená okolo 26 400 světelných let a její zdánlivý průměr je 12'. Ke Slunci se přibližuje rychlostí 184 km/s. V jádru této hvězdokupy jsou hvězdy velmi hustě natěsnané, protože v něm proběhlo gravitační zhroucení, podobně jako u více než dvacítky dalších kulových hvězdokup v Galaxii (např. Messier 15, Messier 62 a Messier 70.
V M30 je známo pouze 12 proměnných hvězd. Nejjasnější červený obr této kupy dosahuje magnitudy 12,1 a průměrná magnituda jejích 25 nejjasnějších hvězd je 14,63.